# Vice versa (film 1948)
Vice versa è un film del 1948 diretto da Peter Ustinov.
Pellicola tratta dall'omonimo romanzo di F. Anstey del 1882, Peter Ustinov, alla sua seconda regia, ne firma anche la sceneggiatura.

## Trama
L'agente di cambio Livesey e suo figlio adolescente, grazie ad un sortilegio provocato da una pietra magica, sono vittime di uno scambio di corpi e sono costretti a vivere le rispettive vite con la loro mente nel corpo dell'altro, con conseguenze surreali .